# 姉別駅
姉別駅（あねべつえき）は、北海道厚岸郡浜中町姉別3丁目にある北海道旅客鉄道（JR北海道）根室本線（花咲線）の駅である。電報略号はアネ。事務管理コードは▲110447。

## 歴史

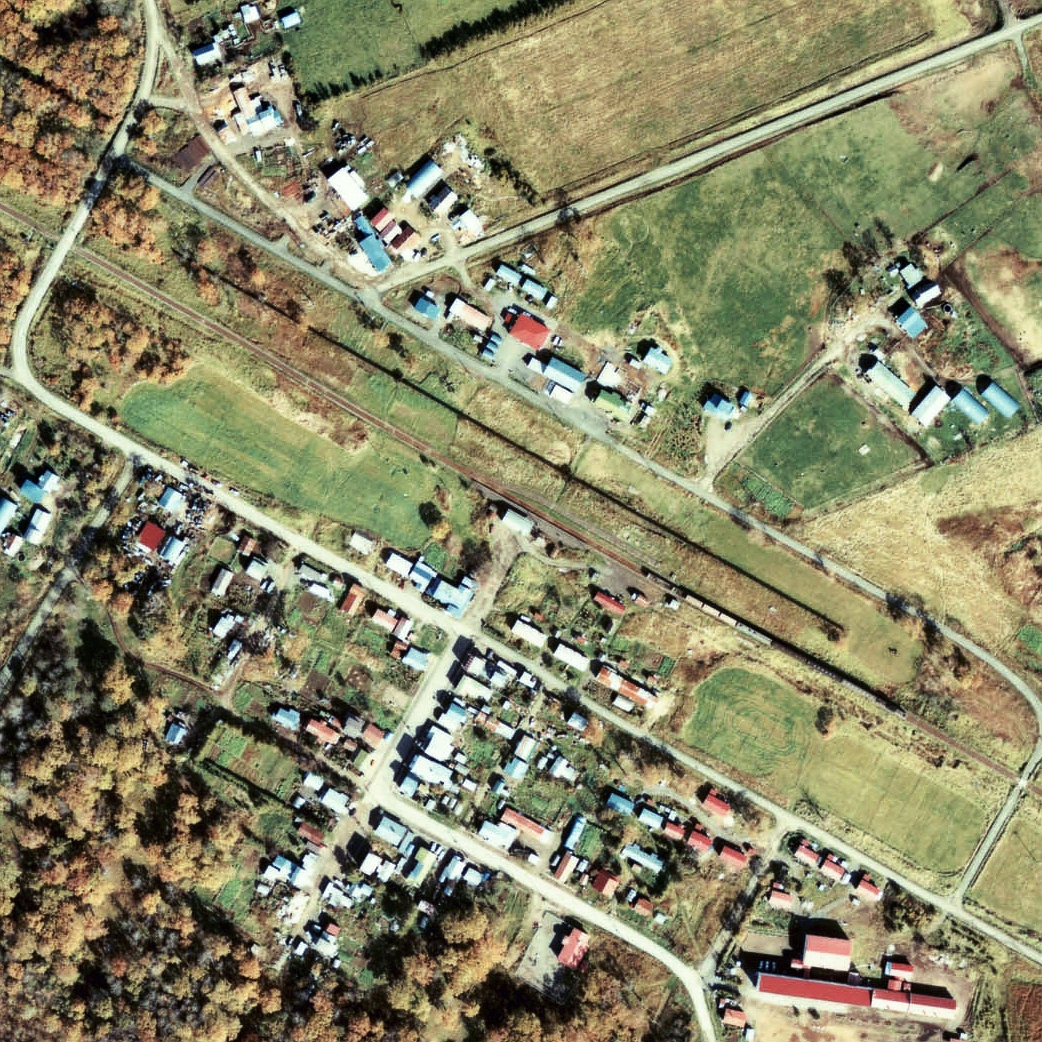
1978年の姉別駅と周囲約500m範囲。右下が根室方面。駅裏にかつての副本線が、根室側の分岐が切られて引込み線化されているのが確認できる。短めの単式ホーム1面1線で、根室側が貨物ホームとして使用されている。

- 1919年（大正8年）11月25日：鉄道院釧路本線（→根室本線）厚岸駅 - 厚床駅間延伸に伴い開業[2][3]。
- 1930年（昭和5年）4月15日：簡易駅（旅客駅）になる[4]。
- 時期不詳：一般駅に戻る。
- 1942年（昭和17年）1月：駅舎改築[4]。
- 1973年（昭和48年）2月5日：無人化[4]。貨物・荷物取扱廃止（旅客駅となる）[3]。棒線駅化。
- 1979年（昭和54年）12月17日：駅舎改築[4]。
- 1987年（昭和62年）4月1日：国鉄分割民営化によりJR北海道に継承[5]。

### 駅名の由来
所在地名より。駅の北4 km ほどの場所を流れる風連川支流のアイヌ語名「アネペッ（ane-pet）」（細い・川）に由来するとされる。

## 駅構造

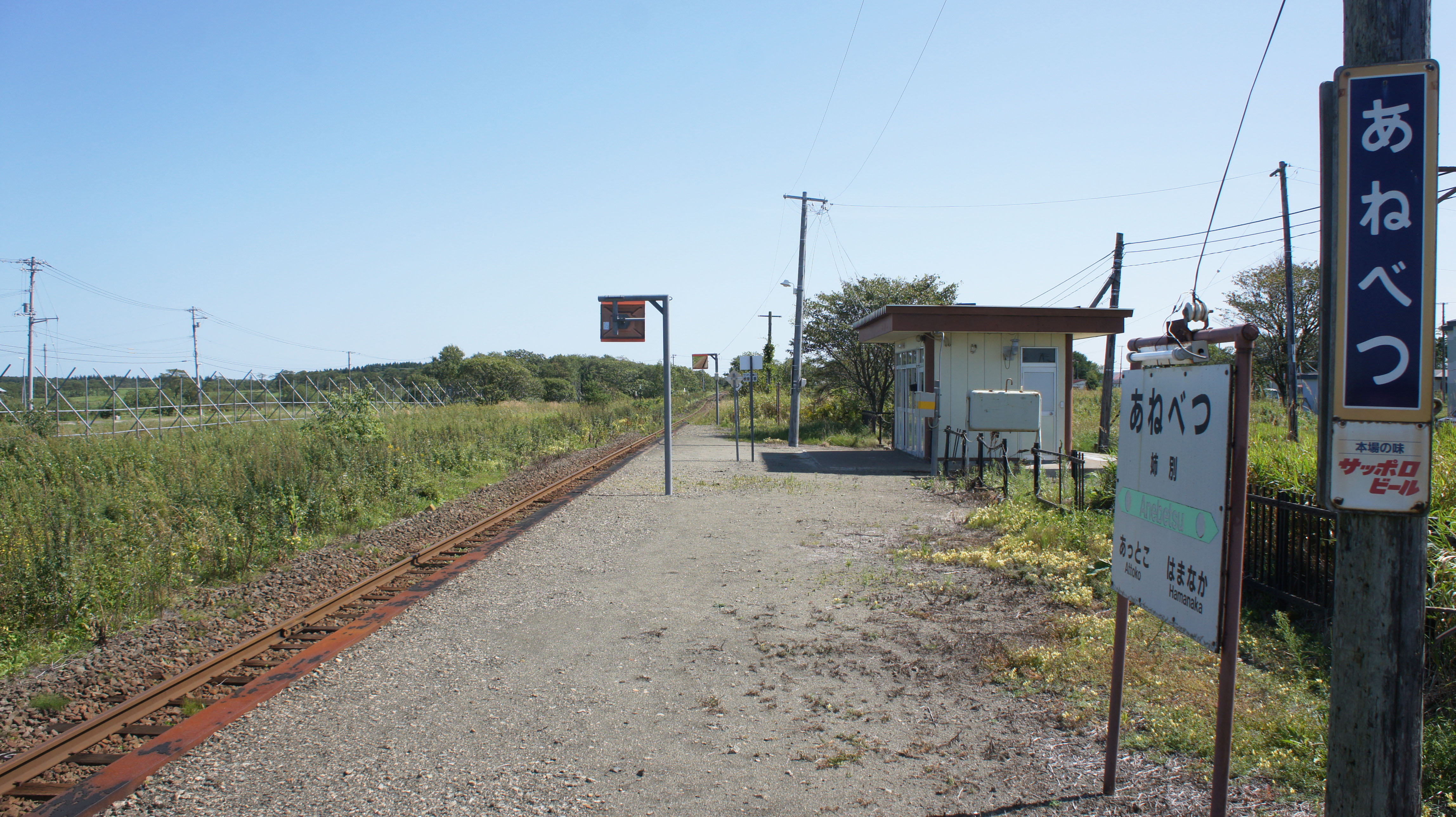
ホーム（2018年9月）

かつては交換設備を有していたが、根室方面へ向かって右手の単式ホーム1面1線のみを残している。地上駅。新吉野駅などと同じ意匠の待合所が設置される。根室駅管理の無人駅。

## 利用状況
乗車人員の推移は以下のとおり。年間の値のみ判明している年については、当該年度の日数で除した値を括弧書きで1日平均欄に示す。乗降人員のみが判明している場合は、1/2した値を括弧書きで記した。
また、「JR調査」については、当該の年度を最終年とする過去5年間の各調査日における平均である。
| 年度               | 乗車人員（人） | 乗車人員（人） | 乗車人員（人） | 出典       | 備考                |
| 年度               | 年間           | 1日平均        | JR調査         | 出典       | 備考                |
| ------------------ | -------------- | -------------- | -------------- | ---------- | ------------------- |
| 1978年（昭和53年） |                | 35             |                | [ 8 ]      |                     |
| 1992年（平成04年） |                | (13.0)         |                | [ 7 ]      | 1日平均乗降客数26人 |
| 2015年（平成27年） |                |                | 「10名以下」   | [ JR北 1 ] |                     |
| 2016年（平成28年） |                |                | 2.0            | [ JR北 2 ] |                     |
| 2017年（平成29年） |                |                | 1.8            | [ JR北 3 ] |                     |
| 2018年（平成30年） |                |                | 2.6            | [ JR北 4 ] |                     |
| 2019年（令和元年） |                |                | 2.6            | [ JR北 5 ] |                     |
| 2020年（令和02年） |                |                | 2.6            | [ JR北 6 ] |                     |
| 2021年（令和03年） |                |                | 2.8            | [ JR北 7 ] |                     |
| 2022年（令和04年） |                |                | 3.4            | [ JR北 8 ] |                     |

## 駅周辺
- 北海道道988号貰人姉別原野線
- 姉別郵便局
- 浜中町立姉別南小中学校（2014年在籍者25名で浜中小・中に統合）
- 奔幌戸港

## 隣の駅
北海道旅客鉄道（JR北海道）
根室本線（花咲線）
浜中駅 - 姉別駅 - 厚床駅

### JR北海道
1. ↑  “極端にご利用の少ない駅（3月26日現在）” (PDF). 平成28年度事業運営の最重点事項.   北海道旅客鉄道. p. 6 (2016年3月28日). 2017年9月25日閲覧。
2. ↑  「根室線（釧路・根室間）」（PDF）『線区データ（当社単独では維持することが困難な線区）』、北海道旅客鉄道、2017年12月8日。オリジナルの2017年12月9日時点におけるアーカイブ。2017年12月10日閲覧。
3. ↑  「根室線（釧路・根室間）」（PDF）『線区データ（当社単独では維持することが困難な線区）(地域交通を持続的に維持するために)』、北海道旅客鉄道株式会社、3頁、2018年7月2日。オリジナルの2018年8月19日時点におけるアーカイブ。2018年8月19日閲覧。
4. ↑  “根室線（釧路・根室間）” (PDF). 線区データ（当社単独では維持することが困難な線区）(地域交通を持続的に維持するために).   北海道旅客鉄道. p. 3 (2019年10月18日). 2019年10月18日時点のオリジナルよりアーカイブ。2019年10月18日閲覧。
5. ↑  “根室線（釧路・根室間）” (PDF). 地域交通を持続的に維持するために > 輸送密度200人以上2,000人未満の線区（「黄色」8線区）.   北海道旅客鉄道. p. 3 (2020年10月30日). 2020年11月2日時点のオリジナルよりアーカイブ。2020年11月2日閲覧。
6. ↑  “駅別乗車人員  特定日調査（平日）に基づく”.   北海道旅客鉄道. 2022年8月3日時点のオリジナルよりアーカイブ。2022年8月14日閲覧。
7. ↑  “駅別乗車人員  特定日調査（平日）に基づく”.   北海道旅客鉄道. 2022年9月3日時点のオリジナルよりアーカイブ。2022年9月3日閲覧。
8. ↑  “駅別乗車人員  特定日調査（平日）に基づく”.   北海道旅客鉄道. 2023年11月10日時点のオリジナルよりアーカイブ。2023年11月10日閲覧。